# أبو بصير الطرطوسي
أبو بصير الطرطوسي واسمهُ الحقيقي عبد المنعم مصطفى حليمة، هو رجل دين سوري رجل دين ومُنظِّر جهادي وُصف بأنه أحد صانعي الرأي السلفيين الأساسيين الذين يُرشدون «الحركة الجهادية».

## الحياة المُبكّرة والتعليم
وُلد أبو بصير في مدينة طرطوس السورية؛ لكنه أُجبر على الفرار من سوريا خلال الانتفاضة الإسلامية ضدّ حافظ الأسد في الفترة الممتدة من عام 1979 حتى 1982 حيثُ استقرَّ في العاصِمة البريطانيّة لندن.

## النشاط العسكري
كان أبو بصير مؤيدًا بشدة للمعارضة السورية؛ وخلال الحرب الأهليّة أنشأ صفحةً على فيسبوك بعنوان المعارضة الإسلامية للنظام في سوريا. ظهرَ الطرطوسي في أيّار/مايو 2012 في مقطعِ فيديو انتشر على الإنترنت إلى جانبِ مجموعةٍ من الثوار ما يعني أنه شارك في الاشتباكات المُسلَّحة مع النظام في عددٍ من المناطق. صُوِّر الطرطوسي في فيديو آخر في تشرين الأوّل/أكتوبر 2012 بالقربِ من اللاذقية حيث شُوهد إلى جانب عشرات الثوار المسلحين في مجموعة شبه عسكرية تُدعى أنصار الشام.

## الآراء
وجَّه أبو بصير انتقاداتٍ قاسيةٍ ضد تفجيرات لندن في السابعِ من تمّوز/يوليو 2005، كما نشر بعد يومينِ فتوى على موقعه على الإنترنت يحتجُّ فيها على قتل المدنيين البريطانيين باعتباره «عملًا مخزيًا لا يحملُ في طيّاته أيّ رجولةٍ أو شجاعةٍ أو أخلاق ... بالتأكيدِ لا يُمكننا الموافقة على مثل هذه العمليّات أو قبولها؛ فهي مُحرَّمة إسلاميًا وسياسيًا.» لقد أثارت فتوى أبو بصير ردود فعلٍ غاضبةٍ في المنتديات الجهاديّة؛ مما دفعه إلى نشر بيانٍ آخر على الإنترنت في الحادي عشر من تمّوز/يوليو 2005.
من ناحيةٍ أخرى؛ أدان الطرطوسي كتاب سيد إمام المعنون بترشيد الجهاد في مصر والعالم والذي يدعو إلى وقف أنشطة الجهاد في الغرب وفي البلدان الإسلامية على حدٍ سواء؛ حيثُ اتهمَ الطرطوسي ضمنيًا سيّد إمام وكل من ذهب معهُ في الأفكار التي قدمها في ذلك الكتاب بأنهم أضعف من المشاركةِ في الجهاد أو حتّى الإطاحةِ بحكامهم القمعيين. لم يتوقف الطرطوسي عن نقدِ كتاب إمام؛ بل نشر بيانًا على إحدى المواقع على الإنترنت يؤكّد فيه «أن أكثر من نصفِ القرآن ومئات من أقوال النبي تدعو إلى الجهاد ومحاربة هؤلاء الطغاة الظالمين ... أين الفائدةُ في هجر الجهاد ضد هؤلاء الطغاة؟ بسببهم؛ فقدت الأمة دينها ومجدها وشرفها وكرامتها وأرضها ومواردها وكل شيء ثمين!» واصلَ الطرطوسي انتقاداتهِ لكل من يُصدر فتاوى في الجهاد؛ حيثُ هاجمَ في أيلول/سبتمبر 2005 رجل الدين السعودي عبد العزيز بن عبد الله آل الشيخ بعدما انتقدَ تكتيك الحرب في العراق.
وقَّع الطرطوسي على فتوى في الأول من تشرين الثاني/نوفمبر 2008 تُعلن أن الشيخ يوسف القرضاوي – الذي كان يرأسُ الاتحاد العالمي لعلماء المسلمين ويُقدم برنامجًا أسبوعيًا على قناة الجزيرة تحتَ عنوان «الشريعة والحياة» – مرتدًا؛ كما وجَّه الطرطوسي انتقادًا للقرضاوي بسببِ محاولةِ هذا الأخير إنقاذ تماثيل بوذا في وادي باميان في أفغانستان من تدميرها من قِبل طالبان فضلًا عن انتقاده له في الفتوى التي أصدرها ما بعد هجمات الحادي عشر من سبتمبر والتي تُفيد بأنه لا حرج في قتال المسلمين في القوات المسلحة الأمريكية أولئك الذين يُعتقد أنهم مسؤولون عن الإرهاب. لم يتوقف ابنُ مدينة طرطوس عند هذا الحد؛ بل هاجمَ القرضاوي في عددٍ من أطروحاتهِ بما في ذلك حثه على استخدامِ مصطلح «غير المسلمين» بدلاً من «الكفار» والتي – وفقًا للطرطوسي – تنتهكُ الآيات القرآنية التي تمنعُ المسلمين من إقامة علاقات صداقة مع غير المسلمين.